# Dichaetomyia fasciventris
Dichaetomyia fasciventris är en tvåvingeart som beskrevs av Malloch 1930. Dichaetomyia fasciventris ingår i släktet Dichaetomyia och familjen husflugor. Inga underarter finns listade i Catalogue of Life.